# Споменик Светом Сави у Београду
Споменик Светом Сави је споменик у Београду. Налази се на Светосавском платоу испред храма Светог Саве, на улазу из Катанићеве улице у општини Врачар.

## Подизање споменика
Споменик је подигнут 16. јуна 2003. године, а  дар је руског вајара и академика Вјачеслава Михајловича Кликова и Међународног фонда словенске културе и писмености из Москве. Том приликом изведено је такозвано „мало освећење споменика” јер је ово место одређено као привремено. Неколико дана пре тога споменик је допремљен из Москве специјалним шлепером и да не би стајао у складишту док се не заврши уређење Светосавском платоа и нађе трајно место за њега, постављен је у порту храма.
Монументални бронзани споменик висине је 5,2 метара без постамента. Кликов је аутор и нацрта трајног постоља, а 23. септембра 2003. године споменик је постављен на постамент, на којем су исписане речи Светог Саве: „Сопственим радом све постигни”.

## Галерија
- Споменик је окренут ка Улици Светог Саве